# Landkreis Wertingen
Der Landkreis Wertingen gehörte zum bayerischen Regierungsbezirk Schwaben. Vor dem Beginn der Gebietsreform in Bayern am Anfang der 1970er Jahre umfasste der Landkreis 53 Gemeinden. Sein ehemaliges Gebiet liegt heute in den Landkreisen Augsburg und Dillingen an der Donau.

## Geographie

### Wichtige Orte
Die einwohnerstärksten Gemeinden waren Meitingen, Wertingen, Biberbach und Buttenwiesen.

### Nachbarkreise
Der Landkreis grenzte 1972 im Uhrzeigersinn im Norden beginnend an die Landkreise Donauwörth, Neuburg an der Donau, Aichach, Augsburg und Dillingen an der Donau.

## Geschichte

### Bezirksamt
Zum 1. Juli 1862 erfolgte in Bayern die Trennung von Verwaltung und Rechtspflege. Beim Landgericht Wertingen verblieben die Aufgaben der Justiz, während für die Verwaltung das flächengleiche Bezirksamt Wertingen errichtet wurde.
Am 20. März 1871 trat das Bezirksamt Wertingen die Gemeinde Druisheim an das Bezirksamt Donauwörth ab.
Anlässlich der Reform des Zuschnitts der bayerischen Bezirksämter erhielt das Bezirksamt Wertingen am 1. Januar 1880 die Gemeinde Riedsend des Bezirksamtes Dillingen bei gleichzeitiger Abtretung der Gemeinde Nordendorf an das Bezirksamt Donauwörth.
Am 1. Januar 1910 trat das Bezirksamt Donauwörth die Gemeinde Lauterbach an das Bezirksamt Wertingen ab.
Am 1. Oktober 1929 wurden die Gemeinden Altenmünster, Baiershofen, Eppishofen, Hennhofen, Neumünster, Unterschöneberg und Wörleschwang des aufgelösten Bezirksamtes Zusmarshausen ins Bezirksamt Wertingen eingegliedert.

### Landkreis
Am 1. Januar 1939 wurde im Deutschen Reich die einheitliche Bezeichnung Landkreis eingeführt. So wurde aus dem Bezirksamt der Landkreis Wertingen.
Am 1. Juli 1972 wurde der Landkreis Wertingen im Zuge der Gebietsreform in Bayern aufgelöst. 28 Gemeinden wurden dem Landkreis Augsburg-West, ab dem 1. Mai 1973 Landkreis Augsburg, zugeschlagen. Die Stadt Wertingen und 24 weitere Gemeinden wurden zusammen mit der bis dahin kreisfreien Stadt Dillingen an der Donau dem Landkreis Dillingen an der Donau zugeordnet.

## Einwohnerentwicklung
| Jahr | Einwohner | Quelle |
| ---- | --------- | ------ |
| 1864 | 18.099    | [ 6 ]  |
| 1885 | 18.818    | [ 7 ]  |
| 1900 | 18.235    | [ 8 ]  |
| 1910 | 20.292    | [ 8 ]  |
| 1925 | 20.447    | [ 9 ]  |
| 1939 | 22.318    | [ 10 ] |
| 1950 | 36.322    | [ 11 ] |
| 1960 | 31.300    | [ 12 ] |
| 1971 | 34.300    | [ 13 ] |

## Politik
Liste der Bezirksamtsvorstände (bis 1939) und Landräte (ab 1939) 
| Name                 | Amtszeit  |
| -------------------- | --------- |
| Konrad Vanderome     | 1862–1874 |
| Franz Xaver Edlhard  | 1874–1883 |
| Ludwig Lutzenberger  | 1883–1905 |
| Josef Frank          | 1905–1925 |
| Hugo Peckert         | 1925–1927 |
| Ernst Schmitt        | 1927–1932 |
| Ludwig Pollak        | 1932–1945 |
| Heinrich Buschlinger | 1945–1946 |
| Karl Kocher          | 1946–1948 |
| Anton Rauch          | 1948–1972 |

## Gemeinden
Die 53 Gemeinden des Landkreises Wertingen vor der Gemeindereform. Die Gemeinden, die es heute noch gibt, sind fett geschrieben.

Landkreis Wertingen, Gemeindegrenzenkarte von 1961

| frühere Gemeinde                                                | heutige Gemeinde | heutiger Landkreis               |
| --------------------------------------------------------------- | ---------------- | -------------------------------- |
| Affaltern                                                       | Biberbach        | Landkreis Augsburg               |
| Allmannshofen                                                   | Allmannshofen    | Landkreis Augsburg               |
| Altenmünster (gehörte bis 1929 zum Bezirksamt Zusmarshausen)    | Altenmünster     | Landkreis Augsburg               |
| Baiershofen (gehörte bis 1929 zum Bezirksamt Zusmarshausen)     | Altenmünster     | Landkreis Augsburg               |
| Biberbach, Markt                                                | Biberbach        | Landkreis Augsburg               |
| Binswangen                                                      | Binswangen       | Landkreis Dillingen an der Donau |
| Blankenburg                                                     | Nordendorf       | Landkreis Augsburg               |
| Bliensbach                                                      | Wertingen        | Landkreis Dillingen an der Donau |
| Bocksberg                                                       | Laugna           | Landkreis Dillingen an der Donau |
| Buttenwiesen                                                    | Buttenwiesen     | Landkreis Dillingen an der Donau |
| Ehingen                                                         | Ehingen          | Landkreis Augsburg               |
| Eisenbrechtshofen                                               | Biberbach        | Landkreis Augsburg               |
| Emersacker                                                      | Emersacker       | Landkreis Augsburg               |
| Eppishofen (gehörte bis 1929 zum Bezirksamt Zusmarshausen)      | Altenmünster     | Landkreis Augsburg               |
| Erlingen                                                        | Meitingen        | Landkreis Augsburg               |
| Feigenhofen                                                     | Biberbach        | Landkreis Augsburg               |
| Frauenstetten                                                   | Buttenwiesen     | Landkreis Dillingen an der Donau |
| Gottmannshofen                                                  | Wertingen        | Landkreis Dillingen an der Donau |
| Hegnenbach                                                      | Altenmünster     | Landkreis Augsburg               |
| Hennhofen (gehörte bis 1929 zum Bezirksamt Zusmarshausen)       | Altenmünster     | Landkreis Augsburg               |
| Herbertshofen                                                   | Meitingen        | Landkreis Augsburg               |
| Heretsried                                                      | Heretsried       | Landkreis Augsburg               |
| Hettlingen                                                      | Wertingen        | Landkreis Dillingen an der Donau |
| Hirschbach                                                      | Wertingen        | Landkreis Dillingen an der Donau |
| Hohenreichen                                                    | Wertingen        | Landkreis Dillingen an der Donau |
| Kühlenthal                                                      | Kühlenthal       | Landkreis Augsburg               |
| Langenreichen                                                   | Meitingen        | Landkreis Augsburg               |
| Laugna                                                          | Laugna           | Landkreis Dillingen an der Donau |
| Lauterbach (gehörte bis 1909 zum Bezirksamt Donauwörth)         | Buttenwiesen     | Landkreis Dillingen an der Donau |
| Lauterbrunn                                                     | Heretsried       | Landkreis Augsburg               |
| Markt                                                           | Biberbach        | Landkreis Augsburg               |
| Meitingen                                                       | Meitingen        | Landkreis Augsburg               |
| Neumünster (gehörte bis 1929 zum Bezirksamt Zusmarshausen)      | Altenmünster     | Landkreis Augsburg               |
| Oberthürheim                                                    | Buttenwiesen     | Landkreis Dillingen an der Donau |
| Ortlfingen                                                      | Ehingen          | Landkreis Augsburg               |
| Ostendorf                                                       | Meitingen        | Landkreis Augsburg               |
| Osterbuch                                                       | Laugna           | Landkreis Dillingen an der Donau |
| Pfaffenhofen a.d.Zusam                                          | Buttenwiesen     | Landkreis Dillingen an der Donau |
| Prettelshofen                                                   | Wertingen        | Landkreis Dillingen an der Donau |
| Rieblingen                                                      | Wertingen        | Landkreis Dillingen an der Donau |
| Riedsend                                                        | Villenbach       | Landkreis Dillingen an der Donau |
| Roggden                                                         | Wertingen        | Landkreis Dillingen an der Donau |
| Sontheim                                                        | Zusamaltheim     | Landkreis Dillingen an der Donau |
| Unterschöneberg (gehörte bis 1929 zum Bezirksamt Zusmarshausen) | Altenmünster     | Landkreis Augsburg               |
| Unterthürheim                                                   | Buttenwiesen     | Landkreis Dillingen an der Donau |
| Villenbach                                                      | Villenbach       | Landkreis Dillingen an der Donau |
| Wengen                                                          | Villenbach       | Landkreis Dillingen an der Donau |
| Wertingen, Stadt                                                | Wertingen        | Landkreis Dillingen an der Donau |
| Westendorf                                                      | Westendorf       | Landkreis Augsburg               |
| Wörleschwang (gehörte bis 1929 zum Bezirksamt Zusmarshausen)    | Zusmarshausen    | Landkreis Augsburg               |
| Wortelstetten                                                   | Buttenwiesen     | Landkreis Dillingen an der Donau |
| Zusamaltheim                                                    | Zusamaltheim     | Landkreis Dillingen an der Donau |
| Zusamzell                                                       | Altenmünster     | Landkreis Augsburg               |

## Kfz-Kennzeichen
Am 1. Juli 1956 wurde dem Landkreis bei der Einführung der bis heute gültigen Kfz-Kennzeichen das Unterscheidungszeichen WER zugewiesen. Es wurde bis zum 30. Juni 1972 ausgegeben. Seit dem 10. Juli 2013 ist es im Landkreis Dillingen an der Donau und seit dem 1. März 2017 auch im Landkreis Augsburg aufgrund der Kennzeichenliberalisierung wieder erhältlich. 